# Formule 16
De Formule 16 ("Formula 16") was een raceklasse in België. De klasse was de opvolger van de Belgische Formule Renault 1.6 die Renault Sport van 2003 tot en met 2007 organiseerde. Het kampioenschap werd georganiseerd door Bridgestone Motorsport en Talent Promotion Belgium. Door het lage aantal deelnemers werd het kampioenschap na 3 weekends stopgezet.

## Auto
Het kampioenschap gebruikte dezelfde wagen als bij het Formule Renault 1.6 kampioenschap in de voorgaande jaren. De auto van het merk Tatuus heeft een Renault K4M 1.6L (1598cm³) motor. De auto heeft een koolstofvezel monocoque.

## Wedstrijden
De wedstrijden werden verreden samen met de Nederlandse Gloria klasse.
De kalender voor 2008 zag er als volgt uit:
| Datum           | Circuit       | Land      |
| --------------- | ------------- | --------- |
| 29-30 maart     | Francorchamps | België    |
| 17-18 mei       | Zolder        | België    |
| 14-15 juni      | Zandvoort     | Nederland |
| 5-6 juli        | Colmarberg    | Luxemburg |
| 2-3 augustus    | Zandvoort     | Nederland |
| 12-13 september | Oschersleben  | Duitsland |
| 18-19 oktober   | Zandvoort     | Nederland |

Door het lage aantal inschrijvingen werd het kampioenschap na de eerste 3 weekends stopgezet.

## Resultaten
| Positie                             | Coureur                 | Team                    |
| Francorchampions Race 1             | Francorchampions Race 1 | Francorchampions Race 1 |
| ----------------------------------- | ----------------------- | ----------------------- |
| 1                                   | Jordy Dodemont          | True Racing             |
| DNS                                 | Valérie Theuwissen      | Theuwissen Racing       |
| Francorchampions Race 2             |                         |                         |
| 1                                   | Jordy Dodemont          | True Racing             |
| DNS                                 | Valérie Theuwissen      | Theuwissen Racing       |
| Zolder Star Festival Race 1         |                         |                         |
| 1                                   | Niels Cox               | Tof Racing              |
| 2                                   | Valérie Theuwissen      | Theuwissen Racing       |
| 3                                   | Jordy Dodemont          | True Racing             |
| Zolder Star Festival Race 2         |                         |                         |
| 1                                   | Jordy Dodemont          | True Racing             |
| 2                                   | Valérie Theuwissen      | Theuwissen Racing       |
| 3                                   | Niels Cox               | Tof Racing              |
| Zandvoort Super Race Weekend Race 1 |                         |                         |
| 1                                   | Valérie Theuwissen      | Theuwissen Racing       |
| Zandvoort Super Race Weekend Race 2 |                         |                         |
| 1                                   | Valérie Theuwissen      | Theuwissen Racing       |

## Kampioenen
| Jaar                           | Coureur                        | Team                           |
| Formula 16 - Belgian Challenge | Formula 16 - Belgian Challenge | Formula 16 - Belgian Challenge |
| ------------------------------ | ------------------------------ | ------------------------------ |
| 2008                           | Jordy Dodemont                 | True Racing                    |
| Formule Renault 1.6 België     |                                |                                |
| 2007                           | Karline Stala                  | Astromega Racing               |
| 2006                           | Craig Dolby                    | Astromega                      |
| 2005                           | Pierre Sevrin                  | Delahaye Racing Team           |
| 2004                           | Maxime Soulet                  | Thierry Boutsen Racing         |
| 2003                           | Jérôme D´Ambrosio              | Thierry Boutsen Racing         |